# Valkealampi (sjö i Kontiolax, Norra Karelen)
Valkealampi är en sjö i kommunen Kontiolax i landskapet Norra Karelen i Finland. Arean är 48 hektar och strandlinjen är 3,49 kilometer lång. Sjön  ingår i Vuoksens huvudavrinningsområde.   Den ligger omkring 11 kilometer norr om Joensuu och omkring 380 kilometer nordöst om Helsingfors. 